# Kämpakumlet
Kämpakumlet är ett gravfält från bronsåldern i södra Bromma väster om Stockholm. Det är beläget framför villan vid Aladdinsvägen 33 på en obebyggd och barrskogsbevuxen tomt mellan villorna i stadsdelen Smedslätten. På den obebyggda tomten vid Aladdinsvägen finns fem runda, eller närmast runda, stensättningar, som är 2,5 till 5 meter i diameter och 0,2 till 0,4 meter höga. Gravfältet, som är från bronsåldern, är delvis undersökta.
Vid Kämpakumlet finns sju gravar i form av runda stensättningar, som liknar rösen. I samband med byggandet av Smedslättens trädgårdsstad delundersöktes Kämpakumlet 1922 av ingenjör Bror Ericson, amanuens Olov Källström och amanuens Sven Erlandsson. Samtliga var brandgravar och saknade andra fynd än rester av aska. Ytterligare sex liknande gravar i närheten undersöktes innan de togs bort. I en av dessa påträffades en så kallad holkyxa av brons från yngre bronsålder. Holkyxan i brons påträffades i röset på tomt nr 26 i kvarteret Snabblöparen vid Sunnerdahlsvägen 8-10. År 1922 grävdes och borttogs två rösen på nuvarande Sunnerdahlsvägen, dels på tomt nr 26 i kvarteret Snabblöparen på Sunnerdahlsvägen 8-10 och dels i kvarteret Reskamraten 1 på Sunnerdahlsvägen 13-15. Holkyxan i brons påträffades i röset på tomt nr 26 i kvarteret Snabblöparen. Holkyxan finns nu på Statens historiska museum, och det är ett av stockholmstraktens få gravfynd från bronsåldern. Senare har man funnit två skafthålsyxor (vilken typ avskafthålsyxor) till i Bromma. En hittades inom Ålsten-Nockebyområdet och en i Norra Ängby.
Gravarna vid Kämpakumlet och andra lämningar i närheten visar att det funnits en liten fast befolkning i Bromma under yngre bronsålder (ca 1100-500 f.Kr.). Lämningarna i Bromma består bland annat av rösen, stensättningar, skålgropar och boplatser. Till exempel hittades vid vägarbeten 1922 lämningar från en boplats från den tiden med bland annat skörbränd sten. Två skålgropsstenar har också påträffats i trakten. Den ena offerstenen, som hade ett 30-tal skålgropar, hittades nära detta gravfält men flyttades till Åkeshovs slott där den sågs senast 1946, men sedan är försvunnen. Den andra offerstenen, med minst tre skålgropar, ligger i Drömdungen nära Smedslättsskolan.

## Galleri

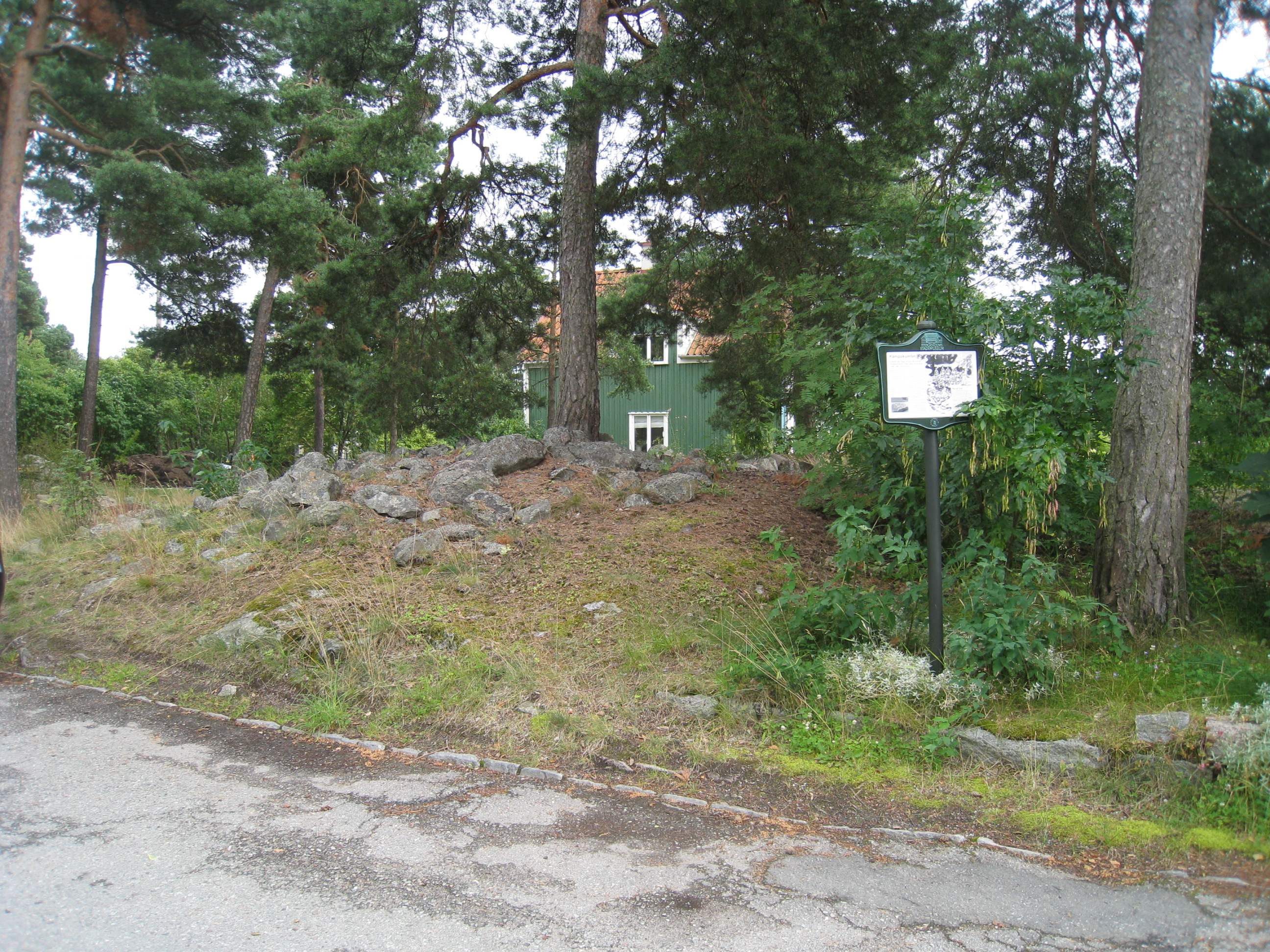
Bronsåldersgravarna vid Kämpakumlet på Aladdinsvägen 32 i Smedslätten.
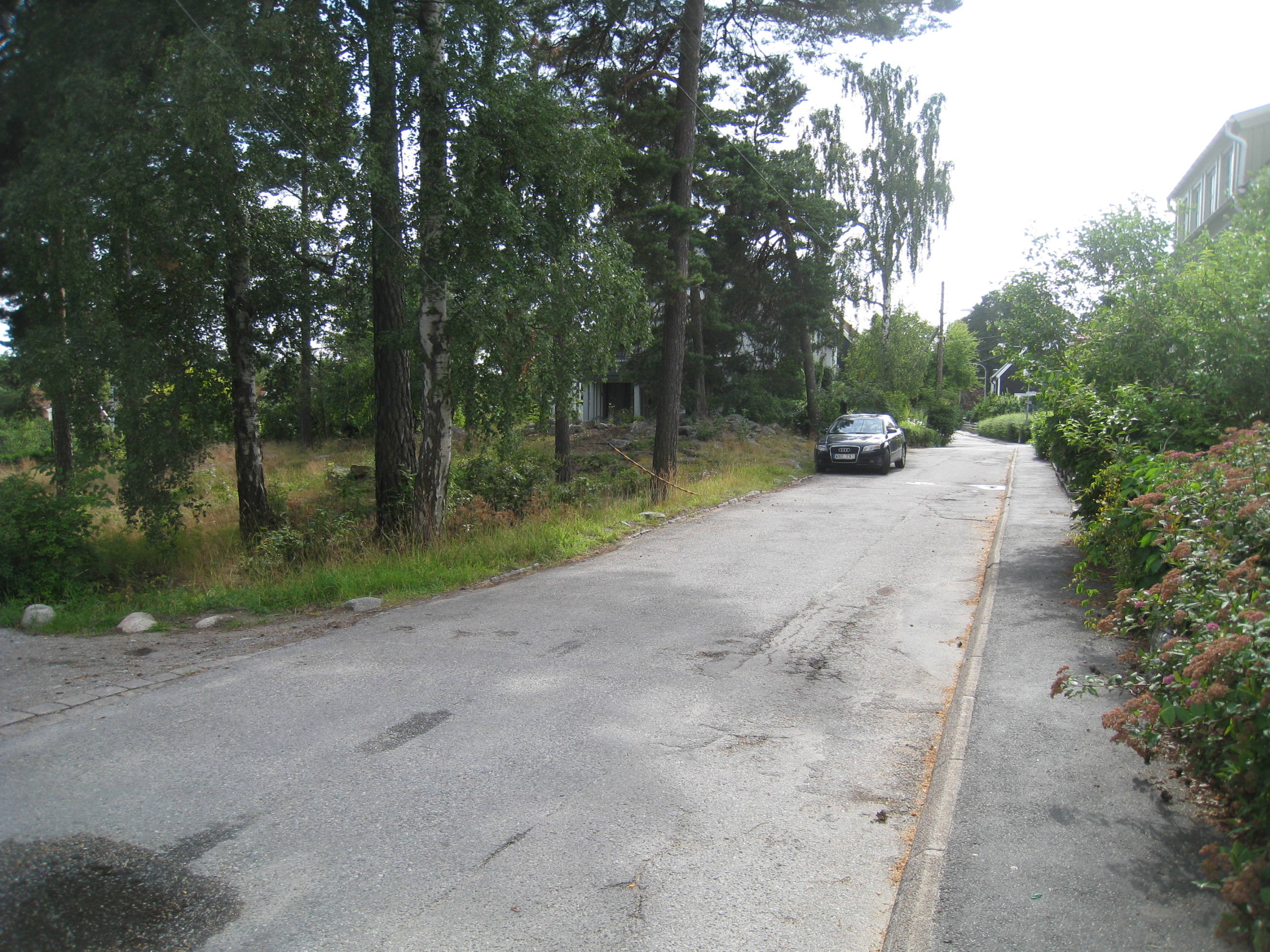
Bronsåldersgravarna vid Kämpakumlet ligger alldeles utefter vägen på en obebyggd tomt på Aladdinsvägen 32 med villor runt omkring.
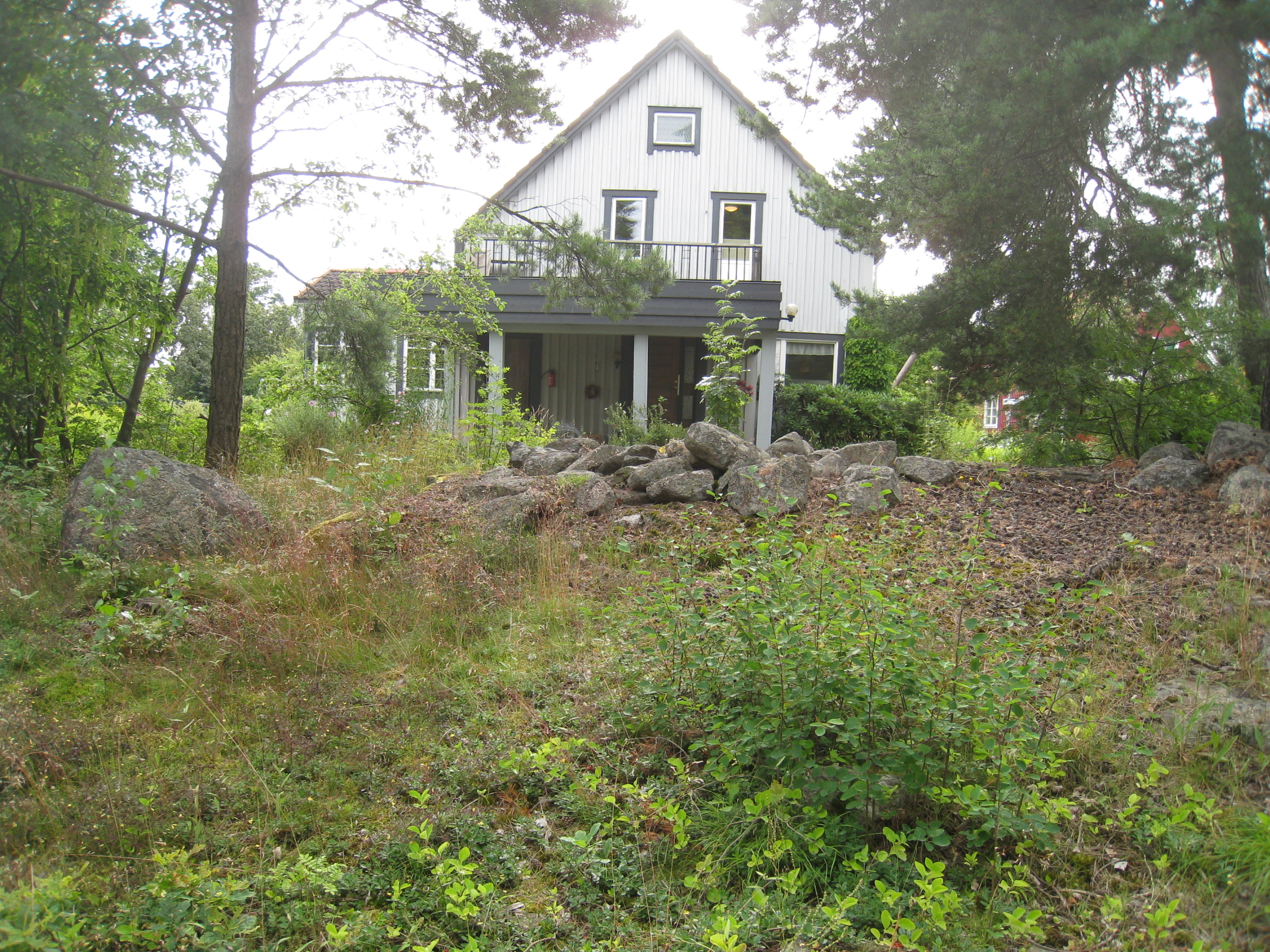
Kämpakumlet vid Aladdinsvägen med ett av de större rösena väl synligt.
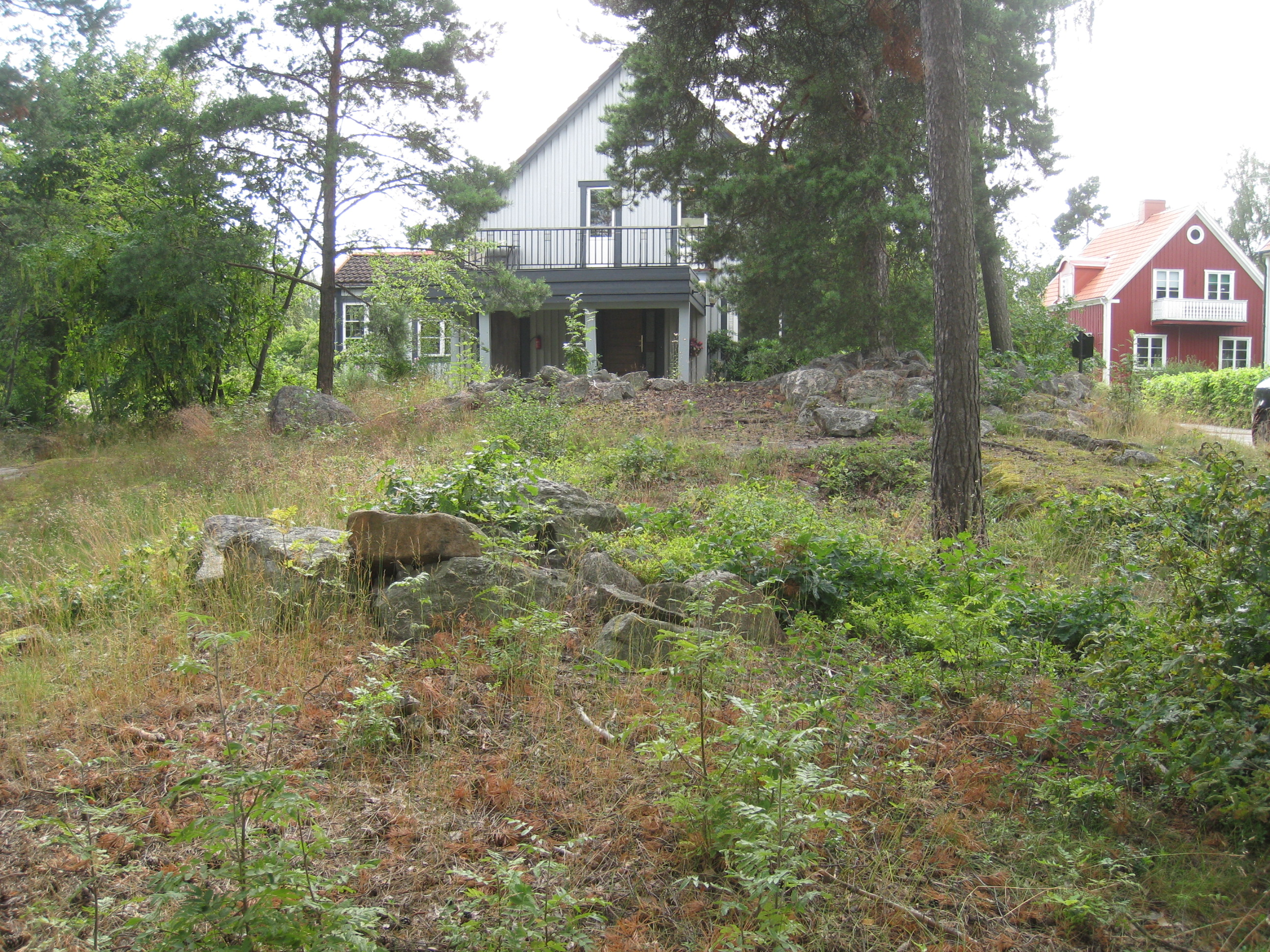
Stensättningarna vid Kämpakumlet på Aladdinsvägen ligger på den obebyggda tomten utefter vägen med villor runt omkring.
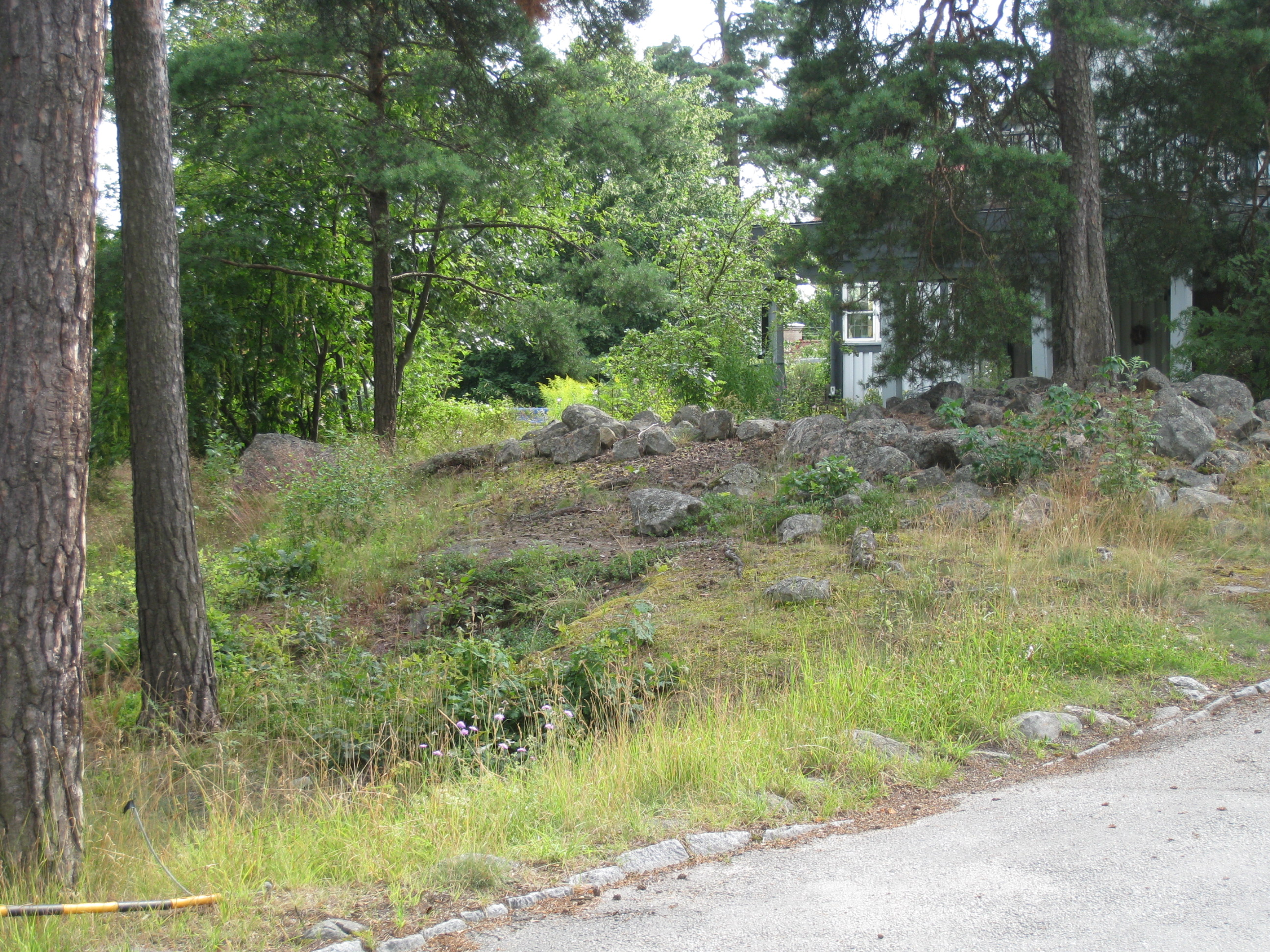
Gravfältet Kämpakumlet vid Aladdinsvägen med den obebyggda tomten utefter vägen.
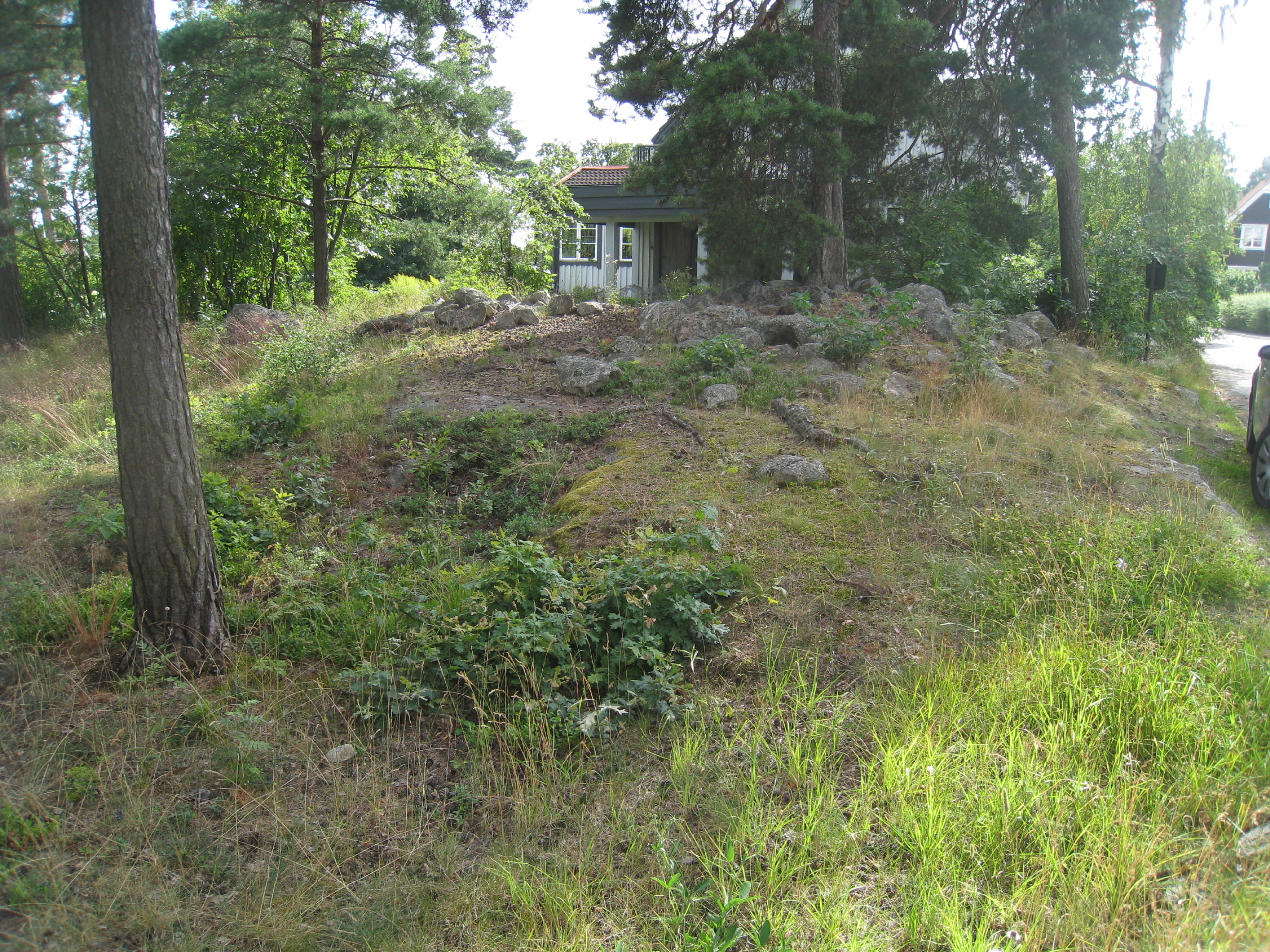
Här vid Kämpakumlet finns sammanlagt sju gravar i form av stensättningar som liknar rösen.
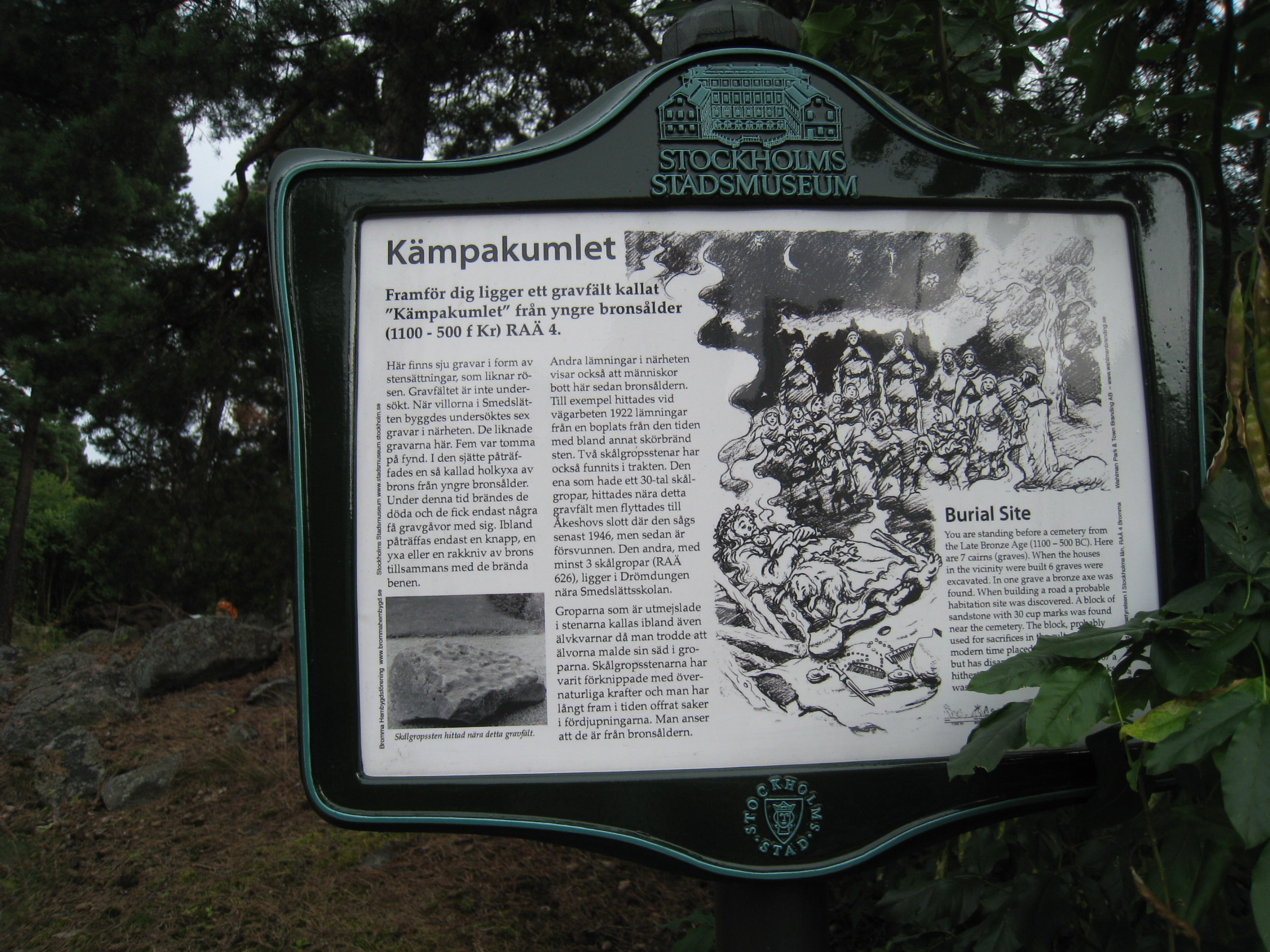
Informationsskylt vid Kämpakumlet.

### Fotnoter
1. ↑  129:1, Riksantikvarieämbetet.
2. ↑  Fornvännen: under år 1922, (1923). Statens historiska museum och Kungliga myntkabinettet. 4 sidor pdf-fil. Sidan 16 av 30 sidor. Så här lyder texten: Gravfynd från undersökning av fem små platta, 2 – 4,5 m vida rösen, av vilka tre var fyndlösa; i ett hittades brända ben och i kanten av det största en hålyxa av brons (lik Mn 1189). Undersökningen utförd av ingenjör Bror Ericson, amanuens Olov Källström och amanuens Sven Erlandsson. Smedslättens trädgårdsstad, Bromma församling. Nr 16937.
3. ↑  Stockholmskällan, Kämpakumlet
4. ↑  Bromma hembygdsförening, Katalog över Brommas fornlämningar - i nummerordning.
5. ↑  626